# Курнонтерал
Курнонтерал (фр. Cournonterral) је насеље и општина у јужној Француској у региону Лангдок-Русијон, у департману Еро која припада префектури Монпелије.
По подацима из 2011. године у општини је живело 5891 становника, а густина насељености је износила 205,84 становника/km². Општина се простире на површини од 28,62 km². Налази се на средњој надморској висини од 60 метара (максималној 320 m, а минималној 29 m).

## Демографија
| 1962. | 1968. | 1975. | 1982. | 1990. | 1999. | 2011. |
| ----- | ----- | ----- | ----- | ----- | ----- | ----- |
| 1.887 | 2.088 | 2.460 | 3.062 | 4.095 | 5.069 | 5.891 |

График промене броја становника у току последњих година